# پاوو یوهانسون
پاوو یوهانسون (انگلیسی: Paavo Johansson; ۲۱ اکتبر ۱۸۹۵ – ۵ دسامبر ۱۹۸۳) پرتاب‌گر نیزه، و ورزشکار دو و میدانی اهل فنلاند بود.